# Indeks evolucijskobioloških članaka
Ovo je popis evolucijskobioloških tema.
| Sadržaj A B C Č Ć D Dž Đ E F G H I J K L Lj M N Nj O P Q R S Š T U V W X Y Z Ž |

Ovaj je popis nepotpun. Možete pomoći u njegovu proširenju.

## A
abiogeneza – adaptacija – adaptivna radijacija – adaptivni krajolik – alel – alelna frekvencija – alopatrijska specijacija – altruizam – anageneza – aposematizam – Archaeopteryx – atavizam

## B
biološka organizacija – Brassica oleracea – brezova grbica

## C
cefalizacija – crta (biološka) – Crvena kraljica

## Č
čestično nasljeđivanje – Četverikov, Sergej

## D
darvin (jedinica) – darvinizam – Darwin, Charles – Darwinove zebe – Dawkins, Richard – direkcijska selekcija – Dobzhansky, Theodosius – dokaz zajedničkog porijekla – domestikacija – domestikacija konja

## E
egzaptacija – ekološka genetika – ekološka selekcija – eksperimentalna evolucija – endosimbioza – evolucija – evolucija biljaka – evolucija brezove grbice – evolucija kitova – evolucija kompleksnosti – evolucija konja – evolucija kukaca – evolucija oka – evolucija sirena – evolucija sisavaca – evolucija sisavačkih slušnih košćica – evolucija spola – evolucija virusa – evolucijska dinamika – evolucijska kapacitancija – evolucijska neuroznanost – evolucijska oružana utrka – evolucijska psihologija – evolucijska radijacija – evolucijska razvojna biologija – evolucijska razvojna biologija biljaka – evolucijski stabilna strategija – evolucijsko drvo – evolvabilnost

## F
Felsenstein, Joe – fenotip – filogenetika – filogenetsko drvo – filogeneza – Fisher, R. A. – Fisherova reproduktivna vrijednost – Ford, E. B. – fosil

## G
Galápagos – gen – genocentrični pogled na evoluciju – genotip – genotipsko-okolišna distinkcija – genotipsko-okolišna interakcija – genotipsko-okolišna korelacija – genska duplikacija – genska rekombinacija – genska varijacija – genska zaliha – genski autostop – genski drift – genski tok – Glavni prijelazi u evoluciji – Gould, Stephen Jay – gradualizam – Grant, Peter i Rosemary – grupna selekcija

## H
Haldane, J. B. S. – Hamilton, W. D. – haplogrupe Y-DNA po etničkim grupama – Hardy-Weinbergov princip – hi-kvadrat test – hijerarhija života – homologija (biologija) – homologni kromosomi – horizontalni genski transfer – humana evolucija – humana evolucijska genetika – humana rudimentacija – Huxley, Julian

## I
inkluzivna sposobnost opstanka – isprekidana ravnoteža – izumiranje

## J
jedinica selekcije – jezik

## K
kambrijska eksplozija – kamuflaža – kariotip – katageneza (biologija) – Kimura, Motoo – klad – kladistika – klimatska adaptacija – koeficijent srodstva – koevolucija – koinofilija – kompeticija spermija – kontroverzija kreacija-evolucija – konvergentna evolucija – kooperacija (evolucija) – kronobiologija – kronologija evolucije – kronovrsta – kultivar

## L
Lamarck, Jean-Baptiste – lamarkizam – landras – Lewontin, Richard – Li, Wen-Hsiung – Lyell, Charles

## M
makroevolucija – makromutacija – maladaptacija – Malajski arhipelag – masovna izumiranja – Maynard Smith, John – Mayr, Ernst – memetika – Mendel, Gregor – Mendelovi zakoni nasljeđivanja – mikroevolucija – mikropaleontologija (alias mikropaleobiologija) – Miller–Ureyjev eksperiment – mimikrija – mitohondrijska Eva – model kvazivrste – moderna evolucijska sinteza – molekularna evolucija – molekularna filogeneza – molekularna sistematika – molekularna ura – monogamija – mozaična evolucija – Muller, Hermann Joseph – Mullerov zapor – mutacija – mutacijsko otapanje

## N
najbliži zajednički predak – nasljeđivanje – neodarvinizam – neutralna teorija molekularne evolucije – barun Nopcsa, Franz

## O
O porijeklu vrsta – Ohno, Susumu – Oparin, Aleksandr – opstanak najsposobnijih – ortologni geni

## P
paleoantropologija – paleobiologija – paleobotanika – paleontologija – paleontologija beskralježnjaka (alias paleobiologija beskralježnjaka ili paleozoologija beskralježnjaka) – paleontologija kralježnjaka (alias paleobiologija kralježnjaka ili paleozoologija kralježnjaka) – paleozoologija – paleozoologija: beskralježnjaci – paleozoologija: kralježnjaci – parafilija – paralelna evolucija – pasmina – peripatrijska specijacija – Pikaia – podvrsta – polimorfizam (biologija) – popis fosila humane evolucije – popis genskih porodica – populacija – populacijska dinamika – populacijska genetika – populacijsko usko grlo – porijeklo ptica – posljednji univerzalni predak – posljednji zajednički predak – povijest evolucijske misli – prag pogreške (evolucija) – prapovijesna arheologija – preadaptacija – preferencija konspecifična pjeva – Price, George R. – Priceova jednadžba – prijelazni fosil – Principi geologije – priroda nasuprot odgoju – prirodna selekcija – Putovanje Beaglea

## R
rasa (biologija) – rekombinacija – Rensch, Bernhard – rudimentacija

## S
Sebični gen – selekcija – selektivni uzgoj – simbiogeneza – Simpson, George Gaylord – sistematika – sociobiologija – soj (biologija) – specijacija – spolna selekcija – sposobnost opstanka – srodstvena selekcija – stabilizacijska selekcija – stado vrsta – Stebbins, G. Ledyard – sustavi parenja

## T
teorija koalescencije – teorija povijesti života – teorija rekapitulacije – teorija signalizacije – Tiktaalik – transgresivni fenotip – transpozon – trenutačna istraživanja u evolucijskoj biologiji

## U
umjetna selekcija – uniformizam (znanost) – Uov trokut – uzgoj pasa

## V
varijetet (botanika) – vodna adaptacija – vrsta

## W
Wallace, Alfred Russel – Wallacea – Wallaceov efekt – Wallaceova linija – Williams, George C. – Wilson, Edward O. – Wright, Sewall

## Y
Y-kromosomski Adam

## Z
zajedničko porijeklo

## Ž
živi fosili

## Više informacija
- popis bioloških tema
- popis biokemijskih tema